# Pedro Mathey
Pedro Mathey (13 de março de 1928 — 8 de outubro de 1985) foi um ciclista peruano que competiu em dois eventos nos Jogos Olímpicos de 1948.